# 황석공

황석공(黄石公)은 진나라 말기에 살았던 인물이다.

## 같이 보기
- 황석공삼략